# 柏崎北条テレビ中継局
柏崎北条テレビ中継局（かしわざききたじょうテレビちゅうけいきょく）は、新潟県柏崎市に設置されていたテレビ中継局。地上アナログ放送の中継局が設置されていたが、地上デジタル放送は非該当のため、2011年7月24日の地上アナログ放送終了をもって廃止された。地上デジタル放送は、新潟局などから受信することとなる。

## 所在地
- 柏崎市大広田（城塚）

## 中継局概要

### アナログテレビ
| 放送局名          | チャンネル | 空中線電力        | ERP                | 放送対象地域 | 放送区域内世帯数 |
| BSN新潟放送       | 31ch       | 映像3W /音声750mW | 映像8.5W /音声2.1W | 新潟県       | 約-世帯          |
| NHK新潟総合テレビ | 33ch       | 映像3W /音声750mW | 映像8.5W /音声2.1W | 新潟県       | 約-世帯          |
| NHK新潟教育テレビ | 37ch       | 映像3W /音声750mW | 映像8.5W /音声2.1W | 全国放送     | 約-世帯          |

### 偏波面
- テレビ放送…水平偏波